# Рейтингування облігацій
Рейтинг або ж оцінка облігацій — умовна оцінка якості (надійності) облігацій компаній які присвоюються спеціалізованими рейтинговими агентствами і широко використовуються на фінансовому ринку для прогнозування та оцінки ризиків.
Рейтинги якості облігацій з'явилися ще у 1900-х pp., що відображало високу імовірність невиконання емітентами своїх зобов'язань (дивись історичну).
На сьогоднішній день головними рейтинговими агентствами є Moody's Investors Service (Moody's), Standard & Poor's Corporation (S&P) і Fitch Investors Service.
Рейтинги облігацій базуються як на якісних, так і на кількісних чинниках. Основні з них такі:
1. Коефіцієнти: боргового зобов'язання, своєчасно отриманого відсотку ТІЕ, коефіцієнт фіксованої вартості покриття та поточний коефіцієнт.
2. Величина вже нагромадженого боргу. Чим вищим є заборгованість на момент рейтингового оцінювання, тим менш оптимістично оцінюються шанси на повернення боргів. Тому країни чи компанії з більш низьким левериджем мають, як правило, вищі рейтинги.
3. Застава. Рейтинг облігації є підвищеним, якщо облігація забезпечується заставою. А її вартість висока по відношенню до сум облігаційного боргового зобов'язання. Наприклад, для розв'язання проблеми боргового тягаря більшості країн третього світу в рамках Плану Брейді було передбачено емісію спеціальних Брейді-облігацій. Механізм їх випуску був таким: частина зовнішнього боргу країни обмінювала за регресивним співвідношенням на нові Брейді-облігації; на майже всю величину траншу таких облігацій утворювалась застава у вигляді облігацій Казначейства США; для придбання американських облігацій МВФ виділяв спеціальні кредити. В результаті кредитний рейтинг країн, охоплених Планом Брейді, підвищувався навіть за незначного зменшення зовнішнього боргу. Інвестори охоче купували Брейді-облігації, оскільки вони гарантувались казначейськими зобов'язаннями США. Крім цього, деякі країни вдавались до продажу американських цінних паперів і викупу Брейді-облігацій, що ще більшою мірою посилювало впевненість інвесторів у надійності та ліквідності нових інструментів врегулювання зовнішнього боргу.
4. Підпорядкування. Якщо облігація підпорядкована іншому борговому зобов'язанню, її рейтинг буде щонайменше на один пункт нижчим. З іншого боку, облігація, що має в підпорядкуванні інше боргове зобов'язання, матиме вищий рейтинг.
5. Гарантії. Деякі облігації гарантуються іншими країнами, валютними резервами країни-позичальника чи іншими фірмами. Якщо облігація слабкої компанії гарантується сильною фірмою, їй буде надаватися рейтинг сильної компанії. Подібна ситуація матиме місце і у випадку суверенних позичальників.
6. Фонд відшкодування. Якщо на облігацію компанії припадає частка амортизаційного фонду, яка забезпечуватиме систематичну виплату відсотків, рейтингова компанія (агентство) оцінюватиме таку облігацію вище.
7. Строк платежу. За однакових інших умов облігація з коротким строком платежу є юридично менш ризиковою, ніж довгострокова облігація, що відображатиметься у рейтингах.
8. Стабільність. Стабільність прибутків емітента облігації забезпечуватиме її високий рейтинг у випадку приватних позичальників. Що ж стосується суверенних позичальників, то як подібний критерій сприймається стабільність макроекономічної чи політичної ситуації.
9. Антимонопольний/антидемпінговий чинник. Антимонопольні заходи проти фірми-емітента знижують рейтинг її облігації. Якщо країна потерпає від постійних антидемпінгових переслідувань, то це означає, що вхідні потоки платіжного балансу схильні до коливань та невизначеності. Отже, можливості обслуговувати нагромадженні боргові зобов'язання можуть опинитись під сумнівом.
10. Зовнішньоекономічна діяльність фірми. Сприятливий політичний клімат країни, у якій фірма здійснює свої зовнішні операції, підвищує рейтинг її облігації, незалежно від країни емісії.
11. Екологічний чинник. Витрати фірми на обладнання для захисту навколишнього середовища можуть змінювати рейтинг її облігації в той чи інший бік.
12. Пенсійні зобов'язання. Якщо компанія має пенсійні зобов'язання без створеного для їх виконання пенсійного фонду, у майбутньому це може викликати проблеми, в тому числі з виконанням зобов'язань по облігаціях.
13. Продукція фірми. Якщо випуск фірмою певної продукції може викликати з боку держави обмежувальні заходи, рейтинг її облігацій не буде високим.
14. Профспілкові вимоги, страйки. Періодичні акції працівників фірми (так звані «робітничі хвилювання») впливають на рейтинг її облігацій у бік його зниження. Так само політична нестабільність в країні, викликана популістськими вимогами щодо підвищення заробітної плати, може спричинити погіршення макроекономічної ситуації, а отже і випливає погіршення рейтингу.
Ці, а також інші чинники досліджуються, але не завжди математично обробляються рейтинговими агентствами, тому їх оцінка часто буває неточною. У результаті, в основі рейтингів облігацій часто знаходяться суб'єктивні дані.
Потрійні і подвійні А-облігації є надзвичайно надійними. Облігації рейтингу А і потрійне В також досить сильні, і лише їх можна згідно законодавства більшості країн утримувати банкам та іншим інституційним інвесторам. Облігації нижчих категорій є спекулятивними, тобто свідчать про імовірність невиконання боргових зобов'язань; більшості фінансових установ світу заборонено їх купляти.
Як видно з найвищі рейтинги мають облігації найбільш розвинутих країн. При цьому величина нагромадженого боргу ними є досить високою і коливається на рівні 40-120 % ВВП. І хоча для більшості з них характерні показники на рівні 50-70 % ВВП, такі боргові інструменти все одно вважаються першокласними. Така ситуація пов'язана з низкою причин, а саме: політичною та економічною стабільністю; постійним слідуванням політиці повної та своєчасної відповідальності за своїми борговими зобов'язаннями; такі цінні папери деноміновані у національній валюті, через що платоспроможність не визначається виключно факторами платіжного балансу. Зокрема, з останнім пов'язані істотні переваги, які мають розвинуті країни щодо гарантування інвесторам повних та своєчасних виплат. Однак у деяких випадках, вчені не схильні абсолютизувати боргових цінних паперів окремих країн, наприклад, США, щодо казначейських зобов'язань яких часто вживається термін.
Міжнародні рейтинги облігацій мають надзвичайно важливе значення і для компанії, і для інвестора. Рейтинг має безпосередній вимірювальний вплив на відсоткову ставку облігації і вартість боргового капіталу фірми. Більшість облігацій купуються інституційними, а не індивідуальними (приватними) інвесторами, що обмежує можливості широкого продажу облігацій рейтингом, нижчим, ніж потрійне «В».
Рейтинги облігацій не є постійними, вони час від часу переглядаються рейтинговими агентствами, в які входять економісти, політологи, що вивчають ситуацію в компанії-емітенті, короткострокові та довгострокові перспективи її розвитку, зовнішні і внутрішні, в тому числі політичні ризики в країні, де знаходиться компанія, що здійснює випуск облігацій.
Таким чином, підвищуючи чи знижуючи рейтинги облігацій, рейтингові агентства переважно орієнтуються на очікувану, а не реальну якість цінних паперів.

## Рейтинги
AAA (ААА) — оцінка облігацій найвищої якості